# Jekatěrina Koněvová
Jekatěrina Koněvová, rusky Екатерина Сергеевна Конева (* 25. září 1988 Chabarovsk) je ruská atletka, halová mistryně světa Evropy v trojskoku.

## Sportovní kariéra
Hned na počátku své sportovní kariéry měla problémy s dopingem. Po pozitivních testech v únoru 2007 následoval dvouletý zákaz startů (do 22. března 2009). V letech 2011 a 2013 zvítězila v trojskoku na univerziádě. Na světovém šampionátu v Moskvě v roce 2013 vybojovala ve finále trojskoku stříbrnou medaili. V následující sezóně se nejprve v Sopotech stala halovou mistryní světa v trojskoku a na mistrovství Evropy v Curychu skončila druhá. Zatím jejím posledním úspěchem na mezinárodních soutěžích je titul halové mistryně Evropy v trojskoku žen z pražského šampionátu v březnu 2015.

## Osobní rekordy
- hala – 14,69 m (2015)
- venku – 15,04 m (2015)